# アラン・ヴェルテメール
アラン・ヴェルテメール（Alain Wertheimer、1948年9月28日 - ）は、ジュネーブ在住のフランスの実業家、馬主、競走馬生産者。弟であるジェラール・ヴェルテメールと共にシャネルの共同オーナーを務めている。

## 経歴
ユダヤ人家庭のジャック・ヴェルテメールとイリアーヌ・フィッシャーの子として生まれた。祖父のピエール・ヴェルテメールはココ・シャネルと共に現在のシャネルを創業した共同創業者として知られる。